# Vila Marim (Mesão Frio)
Vila Marim is een plaats (freguesia) in de Portugese gemeente Mesão Frio en telt 1475 inwoners (2001).